# Газиместан
Газиместан (серб. Газиместан) — пам'ятне місце й меморіал, присвячений битві на Косовому полі; розташований в 6—7 км на південний схід від самого місця битви (Косового поля). Назва «Газиместан» походить від арабського ghazi (араб. غازي), що означає «герой», та сербського mesto (місце). Знаходиться в 5 км на північний захід від Пріштіни; до Газиместану можна дістатися автошляхом Пріштіна — Митровиця. 28 червня кожного року на Відовдан біля монументу проводяться жалобні заходи, під час яких встановлюється портрет князя Лазаря, який очолював сербську армію під час битви на Косовому полі.
Нинішній меморіал спроектований сербським архітектором Александаром Дероко у вигляді середньовічної вежі; збудований у 1953 соціалістичною владою Югославії.

## Історія
Газиместан є місцем, де сербський деспот Стефан Лазаревич спорудив мармуровий стовп з написом, присвяченим битві на Косовому полі. Під час турецького панування цей стовп був демонтований. На цьому місці планувалося також збудувати храм, спроектований Іваном Мештровичем, однак ідея так і не була реалізована. У 1924 збудовано малий монумент на честь сербських героїв битви на Косовому полі, що являв собою обеліск із хрестом на вершині. На ньому був напис кирилицею: «Героям, що загинули за честь хреста, свободу та права свого народу — від вдячних нащадків, містян та солдатів міста Пріштіна». Під час Другої світової війни, після капітуляції Югославії монумент був замінований та знищений албанськими фашистськими військами. До початку війни планувалося спорудити монумент більших розмірів і навіть був закладений наріжний камінь на місці нинішнього монументу, однак через загрозу війни реалізацію проекту було відкладено.
До завершення Першої світової війни та створення держави Югославії не було сприятливих умов та можливостей збирати на цьому місці широкі маси людей. Значні святкування Відовдану на Газиместані проводилися лише з 1919, а також у 1924, коли був побудований обеліск, та перед початком Другої світової війни з нагоди 550-річчя битви на Косовому полі. В цей період біля Газиместану на Відовдан збиралося від 20 до 100 тисяч людей. У заходах брали участь як косовські серби, так і представники цієї національності з інших регіонів та міст — Которської затоки, Далмації, Боснії, Старої Чорногорії, Скоп'є, Загреба, Белграду та частково Воєводини. Пам'ятні заходи включали в себе літургію, що проводилася в монастирі Грачаниця та церкві св. Іоанна Хрестителя в Самодрежі з 9 до 10 години, дискусії, промови й артилерійські залпи. З 1935 по 1939 проводилися також авіаційні шоу.
У 1989, у 600-ту річницю битви на Косовому полі на Газиместані здійснив свою відому промову тодішній сербський президент Слободан Милошевич.
У 1997 Газиместан був включений до культурної спадщини Сербії.
У 1999 внаслідок Косовської війни територія Газиместану була замінована.
2007 — рядом сербських патріотичних організацій проведено 14-денну ходу до Газиместану.
2009 — на пам'ятні заходи зібралася найбільша кількість людей починаючи з 1999 року (декілька тисяч людей).
2010 — поліція Косова перейняла функцію охорони монументу від сил НАТО, що викликало негативну реакцію з боку сербського уряду.
2014 — тодішній президент Сербії Томислав Николич здійснив промову біля Газиместану.

## Галерея

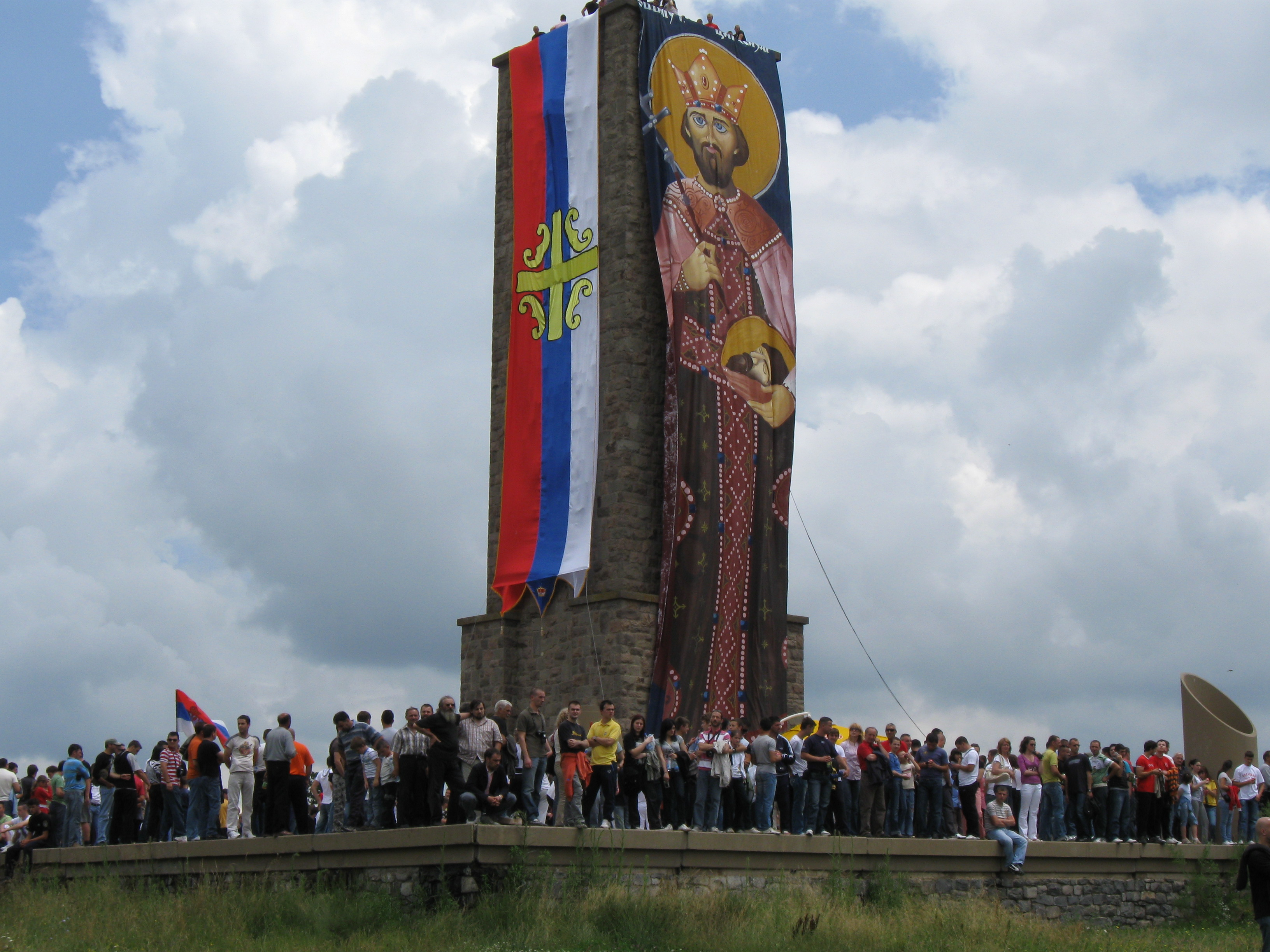
Відовдан, 2009
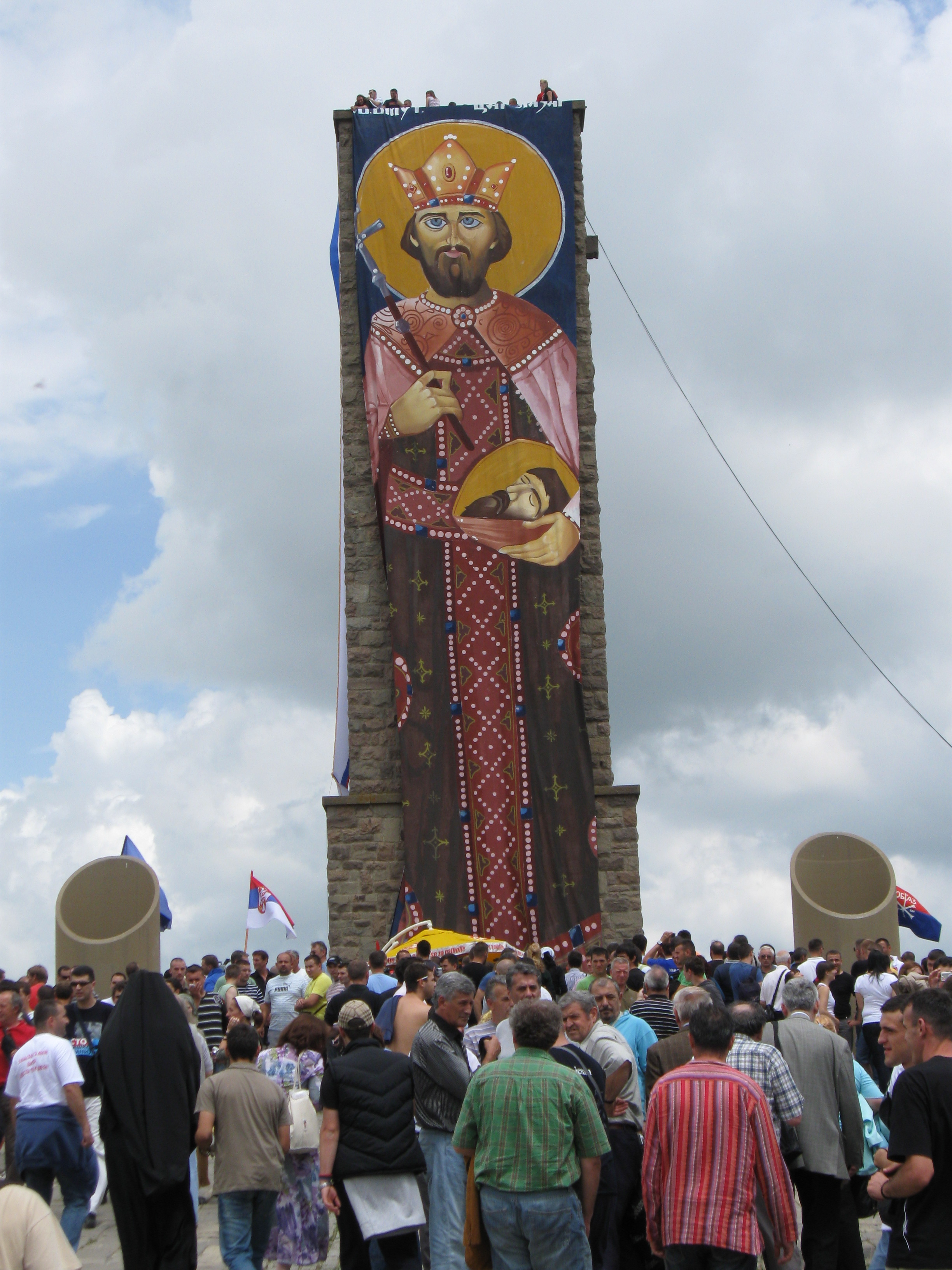
Відовдан, 2009
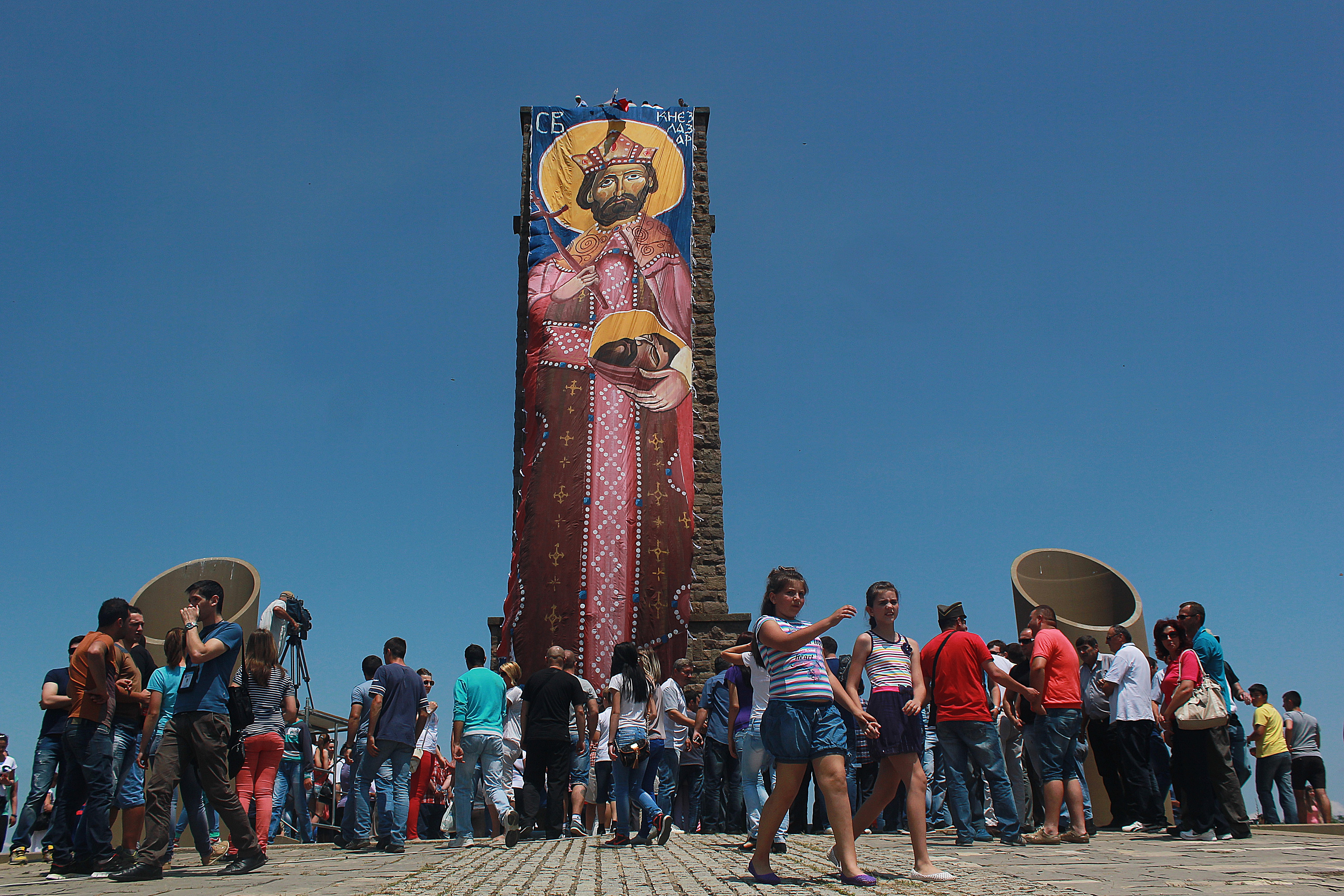
Відовдан, 2013
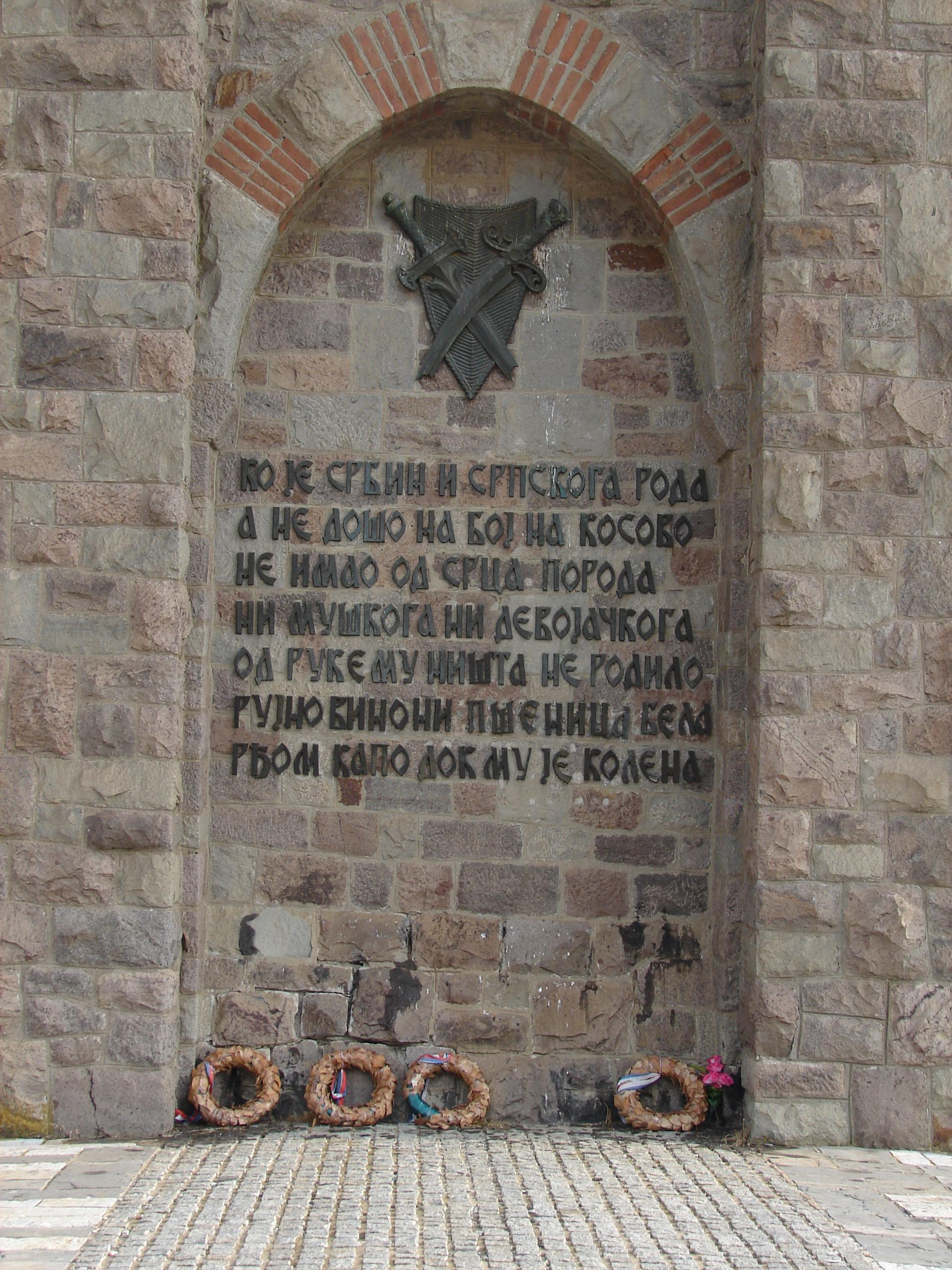
Косовська клятва